# Contes (Alpes-Maritimes)
Contes (Occitaans: Còntes; Italiaans (verouderd): Conti) is een gemeente in het Franse departement Alpes-Maritimes (regio Provence-Alpes-Côte d'Azur). De plaats maakt deel uit van het arrondissement Nice. Contes telde op 1 januari 2022 7.722 inwoners.

## Geografie
De oppervlakte van  bedroeg op 1 januari 2022 19,47 vierkante kilometer; de bevolkingsdichtheid was toen 396,6 inwoners per km².
De onderstaande kaart toont de ligging van Contes met de belangrijkste infrastructuur en aangrenzende gemeenten.

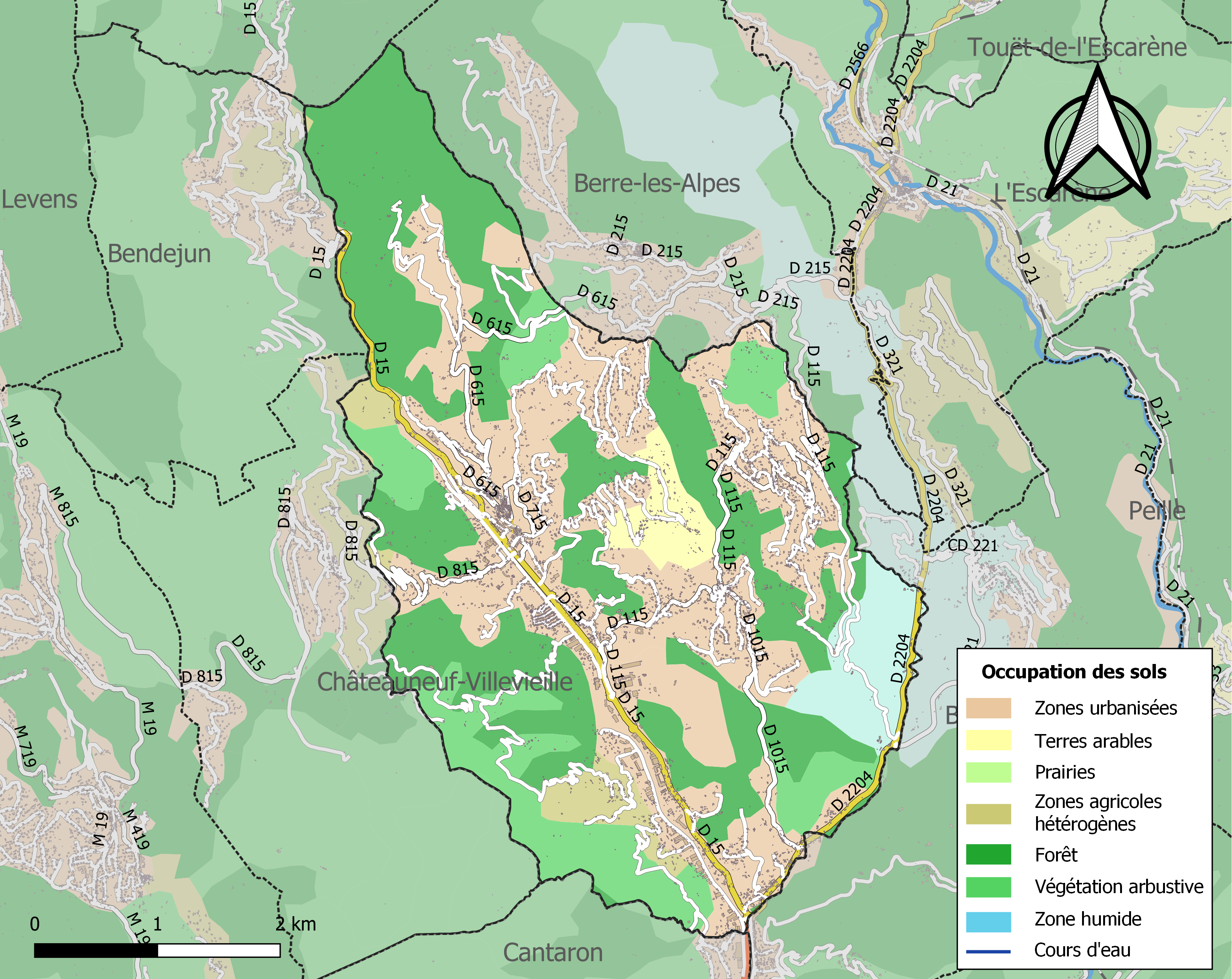

## Demografie
Onderstaande figuur toont het verloop van het inwonertal (bron: INSEE-tellingen).
Vanwege een beveiligingsprobleem met de MediaWiki Graph-software is het momenteel niet mogelijk deze grafiek weer te geven. Zodra de software is bijgewerkt zal de grafiek vanzelf weer zichtbaar worden.